# Pablo Valls y Bonet
Pablo Valls y Bonet (Reus, 1814-Barcelona, 1888) fue un jurista y político español.

## Biografía
Nació el 24 de enero de 1814 en Reus. La Universidad literaria de Cervera le confirió en 1834 el grado de bachiller en Teología, y fue nombrado por esas fechas maestro de pages por el obispo de Astorga. Siguió la carrera de leyes en la Universidad de Barcelona, y la terminó en 1841. Desempeñó la cátedra de cánones en aquel establecimiento docente, y una relatoría en la Audiencia de Barcelona, desde 1841 hasta 1844, en que renunció ambos cargos. Se dedicó al ejercicio de la abogacía, fue letrado consultor de varios ayuntamientos de Cataluña, del Real Patrimonio en el Principado, diputado a Cortes por la provincia de Barcelona, vicepresidente de la Sociedad Económica Barcelonesa de Amigos del País y presidente del Ateneo Barcelonés. Falleció en Barcelona en junio de 1888, el día 23. Afín primero al partido moderado, habría terminado aproximándose al carlismo.

## Publicaciones
- Dictamen sobre el nuevo ensanche de Barcelona. Barcelona, imp. de M.Blanxart, 1855. En 4.°, 21 páginas.[1]
- Biografía de D. Antonio de Capmany y de Muntpalau. Barcelona, imp. de Jesús y Villegas, 1857.[1]
- Biografía de D. Pedro Vieta. Leída en la Sociedad económica barcelonesa de amigos del país, el 29 de junio de 1857. Barcelona.[1]
- Apuntes históricos sobre la antigüedad y prerogativas de la Iglesia, antes catedral y hoy parroquia de los Santos Justo y Pastor. Barcelona, 1860.[1]